# Franz Lefort
Franz Jakowlewicz Lefort (ros. Франц Я́ковлевич Лефо́рт, fr. François Le Fort, niem. Franz Jakob Lefort; ur. 23 grudnia 1655?/2 stycznia 1656 w Genewie, zm. 2 marca?/12 marca 1699 w Moskwie) – generał (1693) i admirał (1695) rosyjski, przyjaciel i bliski współpracownik cara Piotra I.

## Pochodzenie i wczesna młodość
Frantz Lefort urodził się w Genewie, w rodzinie kupieckiej. Jego pradziad, użwyający jako nazwiska formy ''Lifforti'', przybył z Piemontu do Szwajcarii w połowie XVI wieku  Jego rodzina bardzo szybko stała się jedną z najbardziej bogatych i wpływowych w Szwajcarii, dysponując szerokimi kontaktami handlowymi w całej Europie Zachodniej. Frantz do czternastego roku życia uczył się w rodzinnym mieście, a następnie został wysłany do Marsylii, celem nauki rzemiosła kupieckiego. Odczuwając jednak pociąg do służby wojskowej, zbiegł od swojego gospodarza i kilka miesięcy służył jako kadet w twierdzy marsylskiej. Rozgniewany takim obrotem sprawy ojciec wezwał go do Genewy, jednak kupiecka karier aiśe zakończyła. W 1674 pod namową księcia kurlandzkiego Karola Jakuba, Frantz wyjechał do Holandii i wstąpił na służbę wojskową do jego brata, księcia kurlandzkiego Friedricha-Kazimierza. Uczestniczył w III wojnie angielsko-holenderskiej (1672-1674) pod jego rozkazami. Brał udział w udanym oblężeniu twierdzy Grave nad Mozą, zakończonym w październiku 1674.

## Służba w Rosji
Po zakończeniu działań wojennych Lefort przyjął ofertę zaciągu od holenderskiego pułkownika van Frostena, który werbował cudzoziemskich żołnierzy na służbę rosyjską. Mianowany kapitanem, wraz z trzydziestoma innymi najemnikami przybył we wrześniu 1675 do Archangielska, a w styczniu 1676 do Moskwy. Żadnego jednak konkretnego przydziału nie otrzymał, ponieważ jak się okazało van Frosten prowadząc werbunek działał na własną rękę, a car żadnych żołnierzy cudzoziemskiego zaciągu nie potrzebował. Nie mając środków na wyjazd, Lefort osiedlił się w Niemieckiej Słobodzie (dzielnicy cudzoziemskiej w Moskwie), poszukując możliwości opuszczenia Rosji. Starania te przekreśliło ostatecznie jego małżeństwo w 1678 z Elizabeth Souhay, córką Anglika – pułkownika w carskiej służbie oraz trwająca w latach 1674–1681 wojna rosyjsko-turecka. Eskalacja działań wojennych przeciwko Imperium Osmańskiemu w roku 1678 spowodowała zapotrzebowanie armii carskiej na wojskowych specjalistów. Lefort został przyjęty w jej szeregi z uznaniem stopnia kapitana. Pod koniec 1678 został dowódcą kompanii w garnizonie w Kijowie, gdzie służył do końca wojny. Po powrocie do Moskwy trafił - dzięki protekcji swojego byłego dowódcy, ks. Wasilija Golicyna - na dwór carski w charakterze przybocznego posła duńskiego. Podczas uroczystej audiencji miał okazję osobiście poznać carów Piotra I (1682-1725) i Iwana V (1682-1696). Od tego momentu datuje się początek jego błyskotliwej kariery; w 1663 został majorem i podpułkownikiem. Uczestniczył w wyprawach krymskich ks. Golicyna lat 1687 i 1689, za które został awansowany do stopnia pułkownika (1687). Z okazji narodzin pierworodnego syna Piotra I, otrzymał stopień generał-majora (1690). Obalenie regentki Zofii i objęcie samodzielnej władzy przez Piotra I, zafascynowanego osiągnięciami zachodniej cywilizacji, stało się początkiem ich bliskiej przyjaźni. Car zaczął często bywać w Niemieckiej Słobodzie i będąc gościem Leforta, to właśnie w jego domu poznawał zachodnioeuropejską kulturę, której elementy starał się później wprowadzać w Rosji. W pewnym momencie dom ten uznawano nawet za nieoficjalny dwór cara, ponieważ każdy urzędnik lub dygnitarz, który chciał widzieć Piotra, najłatwiej mógł go zastać właśnie tam. Sam Lefort dość szybko w tym czasie awansował: w 1691 car mianował go generał-porucznikiem, a dwa lata później pełnym generałem. Był jednym z pierwszych dowódców tworzonej przez Piotra armii rosyjskiej europejskiego typu. Dla przydzielonego mu regimentu poprosił cara o wydzielenie specjalnego placu celem budowy koszar i prowadzenia musztry. Jego prośba została spełniona, wyznaczony teren otrzymał nazwę Lefortowskiej Słobody, a następnie Lefortowa (dzielnicy Moskwy istniejącej do dziś). Uczestnik wypraw azowskich lat 1695 i 1696, dowodził korpusem w czasie pierwszego szturmu twierdzy (1695) i flotą galer w trakcie szturmu drugiego (1696). Za wyprawy azowskie otrzymał stopień generał-admirała (1695), tytuł namiestnika nowogrodzkiego i duże nadania ziemskie. Stał oficjalnie na czele „Wielkiego Poselstwa” (I ambasador) lat 1697-1698 (w czasie którego Piotr I występował incognito). Zmarł rok później na bliżej nieznaną chorobę, będąc u szczytu swojej kariery. Został uroczyście pochowany na cmentarzu Niemieckim (Wwiedieńskim) w Moskwie. Ze związku małżeńskiego w roku 1678 miał dziewięcioro lub jedenaścioro dzieci (dokładna liczba nie jest znana), z których tylko jedno – syn Henri - dożyło wieku dorosłego.